# Commissari britannici del Basutoland
I Commissari britannici del Basutoland dal 1884 al 1965 furono i seguenti.

## Lista
- Marshal James Clarke: 18 marzo 1884 - 18 settembre 1894
- Godfrey Yeatsman Lagden: 18 settembre 1894 - 1895
- Sir Herbert Cecil Sloley: 1895
- Godfrey Yeatsman Lagden: 1895 - 1901
- Sir Herbert Cecil Sloley: 1902 - 1913
- James MacGregor: 1913
- Sir Herbert Cecil Sloley: 1913 - 1916
- Robert Thorne Coryndon: 1916 - 1917
- Edward Charles Frederick Garraway: 1917 - aprile 1926
- John Christian Ramsay Sturrock: aprile 1926 - marzo 1935
- Sir Edmund Charles Smith Richards: marzo 1935 - agosto 1942
- Charles Nobel Arden-Clarke: agosto 1942 - novembre 1946
- Aubrey Denzil Forsyth-Thompson: novembre 1946 - 24 ottobre 1951
- Edwin Porter Arrowsmith: 24 ottobre 1951 - settembre 1956
- Alan Geoffrey Tunstal Chaplin: settembre 1956 - 1961
- Alexander Falconer Giles: 1961 - 30 aprile 1965